# Alğa (stad)
Alğa (Kazachs: Алға, Algha) is een stad in Kazachstan en tevens het bestuurlijke centrum van het district Alğa in de oblast Aqtöbe.

## Ligging en betekenis
Alğa ligt in de Oblast Aqtöbe aan de oever van de rivier de Ilek, 44 km ten zuiden van de gebiedshoofdstad Aqtöbe. De stad is het bestuurlijk centrum van het district Alğa.
De plaats ontstond in 1930 bij de bouw van een chemische fabriek. In 1961 kreeg de plaats stadsrechten, het aantal inwoners bedraagt in 2019 ongeveer 20.500. Tot het eind van de 20e eeuw was de grootste werkgever genoemde chemische onderneming die kunstmest produceerde uit fosfor. De stad is gelegen aan de autoweg A27 van Aqtöbe naar Astrakhan. Ook ligt het aan de spoorlijn van Aqtöbe naar Aral, die op langere afstand Orenburg met Tasjkent verbindt.
Tegenwoordig is Alğa een onderontwikkelde stad die onopvallend is. Het belangrijkste openbaar vervoer in de stad zijn minibussen.

## Bevolking
| Bevolkingsontwikkeling | Bevolkingsontwikkeling | Bevolkingsontwikkeling | Bevolkingsontwikkeling | Bevolkingsontwikkeling | Bevolkingsontwikkeling |        |        |
| 1959                   | 1970                   | 1979                   | 1989                   | 1999                   | 2009                   | 2015   | 2019   |
| ---------------------- | ---------------------- | ---------------------- | ---------------------- | ---------------------- | ---------------------- | ------ | ------ |
| 11.748                 | 14.221                 | 16.420                 | 17.910                 | 15.372                 | 19.705                 | 20.200 | 20.427 |

## Voorzieningen
Momenteel heeft de stad 5 scholen, een weeshuis, een zwembad en een industrieel en technisch college. Ook is er een kinder- en jeugdsportschool, en een sportcomplex vernoemd naar Yeset Batyr.

## Marskrater
De krater Alğa op de planeet Mars is naar deze stad genoemd.

## Klimaat
De stad Alğa (en wijdere omgeving) hebben een koud steppeklimaat. De maximumtemperatuur overdag ligt in januari gemiddeld op -10°C, die van juli op 30°C. De jaarlijkse neerslaghoeveelheid bedraagt 300 mm; per maand tussen de 20 en 30 mm met vrij weinig variatie.

## Geboren in Alğa
- Schaqsylyq Dosqalijew (* 1955), arts en politicus